# 亚述尼拉里二世
亚述尼拉里二世（英語：Ashur-nirari II）（？—前1407年），古亚述时期的亚述国王（公元前1414年—公元前1407年在位）恩利尔-纳西尔二世之子和继承人，他死后由亚述贝尔尼谢舒承袭。
| 前任： 恩利尔-纳西尔二世 | 亚述国王 前1414年－前1407年 | 繼任： 亚述贝尔尼谢舒 |